# Cavicchioli
Cavicchioli is een Italiaans historisch motorfietsmerk.
Cavicchioli was een Italiaans merk dat in 1923 een bijzondere 349 cc motor maakte. Deze motor had een tweede zuiger met een veel kleinere diameter dan de eigenlijke zuiger. De tweede zuiger zat in de cilinderkop, en werkte waarschijnlijk tegengesteld.
De verbrandingsruimte zat dus tussen de beide zuigers. Aan weerszijden van de cilinderkop zat een bougie. Het brandstofmengsel kwam in de cilinder door twee overstroomkanalen in de bovenste zuiger.